# Graziano Marini
Graziano Marini (Todi, 27 marzo 1957) è un pittore italiano.
Nel 1975 conosce Piero Dorazio il quale gli propone di lavorare a suo fianco in qualità di assistente dove rimarrà per circa dieci anni. Dorazio e Marini hanno ideato diverse iniziative culturali ed espositive che portano la firma di entrambi.
In questo stesso periodo inizia a frequentare gli atelier di pittori come Emilio Vedova, Luigi Veronesi, Giuseppe Santomaso, Fausto Melotti, Nino Franchina, Giulio Turcato, Nick Carone ecc.
Nel 1978 Dorazio, Giuliana Soprani e Nino Caruso fondano il Centro Internazionale della Ceramica Montesanto e Marini ne assume la carica di direttore artistico e coordinatore, che ricoprirà per quattordici anni. Durante tale periodo ha modo di conoscere e collaborare con alcuni artisti quali Max Bill, Sebastian Matta, Kenneth Noland, Antoni Tapies, Joe Tilson e Carla Accardi.
Agli inizi degli anni '80 inizia a dipingere oli su tela, che traggono ispirazione dall'astrattismo italiano e dal concretismo; non ha mai aderito a movimenti come la transavanguardia, ritenendola un sottoprodotto della tradizione della pittura moderna.
Nel 1988 viene realizzata l'opera “Arethusa” la decorazione in ceramica per una caserma dei carabinieri sita in Castel di Lucio (Me) per conto della Fiumara d'arte di Antonio Presti. In quello stesso anno tiene una mostra a Milano presso la Galleria Bergamini dal titolo “L'ordine della complessità” a cura di Luciano Caramel.
Nei primi anni '90 tiene mostre con la Galerie Annamarie Andersen di Zurigo e la Frankfurt Westend Galerie di Francoforte.
Nel 1995 è nominato Accademico di Merito presso l'Accademia di Belle Arti di Perugia, in questo stesso anno tiene la prima mostra antologica presso la galleria Comunale d'arte Moderna di Spoleto a cura di Enrico Mascelloni.
Sempre su commissione di Antonio Presti, e insieme a Piero Dorazio, nel 1996 realizza anche la camera d'arte dell'Atelier sul Mare di Castel di Tusa intitolata La stanza della pittura.
Nel 1997 nel progetto Arte Metrò Roma, realizza una grande opera con la tecnica del mosaico, di mt. 2x16, che viene posta all'ingresso della stazione metrò di Piazza Barberini della capitale, mentre il bozzetto viene acquisito dalla Galleria Comunale d'Arte Contemporanea di Roma.
Nel 2002 sei mesi prima dell'aggressione occidentale, viene ufficialmente invitato dal Governo dell'Iraq alla mostra “Arte per l'Umanità” dove vince il primo premio per la pittura al 3º Festival of plastic art di Baghdad. Intraprende lunghi viaggi in Centro Asia attraverso Siria, Iraq, Iran, Afghanistan, Pakistan ecc. dove raccoglie tessuti, tappeti, oggetti antichi e moderni che influiscono sulla sua arte.
Nel 2004 ha tenuto una mostra monografica pubblica presso il Palazzo dei Sette di Orvieto dal titolo “L'arte che sa veder morire gli imperi”. Nello stesso anno a Zurigo presso la Galerie Andersen tiene la mostra dal titolo “Luci ad Oriente” dove sono esposte diverse tele nate dall'esperienza vissuta attraversando i deserti centro asiatici. Per l'occasione viene organizzata una conferenza sul suo lavoro dalla Società Dante Alighieri di Zurigo presentata dal Segretario Generale Prof. Alessandro Masi.
Nel 2005 tiene mostre personali a Francoforte e Berlino dal titolo “Oltre l'Occidente”; nel 2007 Espone alla Biennale di Theran, ed è l'unico artista italiano invitato al “Saloon de Paris”. A Roma la Galleria Mara Coccia organizza la sua mostra personale “Utopie praticabili” trenta opere su carta a cura di Patrizia Ferri.